# Azet (Rapper)/Diskografie
Diese Diskografie ist eine Übersicht über die musikalischen Werke des deutschen Rappers Azet. Den Schallplattenauszeichnungen zufolge hat er bisher mehr als 1,6 Millionen Tonträger verkauft. Seine erfolgreichsten Veröffentlichungen sind die Singles Qa bone und Nummer 1 mit jeweils über 420.000 verkauften Einheiten.

## Alben

### Studioalben
| Jahr | Titel Musiklabel   | Höchstplatzierung, Gesamtwochen, AuszeichnungChartplatzierungen (Jahr, Titel, Musiklabel, Platzierungen, Wochen, Auszeichnungen, Anmerkungen) | Höchstplatzierung, Gesamtwochen, AuszeichnungChartplatzierungen (Jahr, Titel, Musiklabel, Platzierungen, Wochen, Auszeichnungen, Anmerkungen) | Höchstplatzierung, Gesamtwochen, AuszeichnungChartplatzierungen (Jahr, Titel, Musiklabel, Platzierungen, Wochen, Auszeichnungen, Anmerkungen) | Anmerkungen                         |
| Jahr | Titel Musiklabel   | DE | AT | CH | Anmerkungen                         |
| ---- | ------------------ | --- | --- | --- | ----------------------------------- |
| 2018 | Fast Life KMN Gang | DE1 (15 Wo.)DE | AT1 (8 Wo.)AT | CH1 (10 Wo.)CH | Erstveröffentlichung: 30. März 2018 |
| 2021 | Neue Welt KMN Gang | DE1 (3 Wo.)DE | AT3 (3 Wo.)AT | CH1 (6 Wo.)CH | Erstveröffentlichung: 11. Juni 2021 |

### Kollaboalben
| Jahr | Titel Musiklabel     | Höchstplatzierung, Gesamtwochen, AuszeichnungChartplatzierungen (Jahr, Titel, Musiklabel, Platzierungen, Wochen, Auszeichnungen, Anmerkungen) | Höchstplatzierung, Gesamtwochen, AuszeichnungChartplatzierungen (Jahr, Titel, Musiklabel, Platzierungen, Wochen, Auszeichnungen, Anmerkungen) | Höchstplatzierung, Gesamtwochen, AuszeichnungChartplatzierungen (Jahr, Titel, Musiklabel, Platzierungen, Wochen, Auszeichnungen, Anmerkungen) | Anmerkungen                                       |
| Jahr | Titel Musiklabel     | DE | AT | CH | Anmerkungen                                       |
| ---- | -------------------- | --- | --- | --- | ------------------------------------------------- |
| 2019 | Super Plus KMN Gang  | DE1 (20 Wo.)DE | AT1 (17 Wo.)AT | CH2 (25 Wo.)CH | Erstveröffentlichung: 8. März 2019 mit Zuna       |
| 2020 | Fast Life 2 KMN Gang | DE3 (5 Wo.)DE | AT4 (4 Wo.)AT | CH2 (5 Wo.)CH | Erstveröffentlichung: 18. September 2020 mit Albi |
| 2022 | Ultra Plus           | DE7 (4 Wo.)DE | AT11 (2 Wo.)AT | CH3 (6 Wo.)CH | Erstveröffentlichung: 16. September 2022 mit Zuna |
| 2024 | Eurosport            | DE1 (8 Wo.)DE | AT8 (5 Wo.)AT | CH2 (12 Wo.)CH | Erstveröffentlichung: 28. Juni 2024 mit Dardan    |

### EPs
| Jahr | Titel Musiklabel                       | Höchstplatzierung, Gesamtwochen, AuszeichnungChartplatzierungen (Jahr, Titel, Musiklabel, Platzierungen, Wochen, Auszeichnungen, Anmerkungen) | Höchstplatzierung, Gesamtwochen, AuszeichnungChartplatzierungen (Jahr, Titel, Musiklabel, Platzierungen, Wochen, Auszeichnungen, Anmerkungen) | Höchstplatzierung, Gesamtwochen, AuszeichnungChartplatzierungen (Jahr, Titel, Musiklabel, Platzierungen, Wochen, Auszeichnungen, Anmerkungen) | Anmerkungen                             |
| Jahr | Titel Musiklabel                       | DE | AT | CH | Anmerkungen                             |
| ---- | -------------------------------------- | --- | --- | --- | --------------------------------------- |
| 2016 | Fast Life KMN Gang                     | — | — | CH51 (1 Wo.)CH | Erstveröffentlichung: 2. Juni 2016      |
| 2019 | Mango EP KMN Gang, Groove Attack       | DE40 (3 Wo.)DE | AT31 (2 Wo.)AT | CH39 (3 Wo.)CH | Erstveröffentlichung: 6. November 2019  |
| 2023 | Tirana EP KMN Gang, Groove Attack      | — | AT74 (1 Wo.)AT | CH28 (2 Wo.)CH | Erstveröffentlichung: 10. März 2023     |
| 2023 | Tirana 2 Fastlife, Warner Music        | — | — | CH26 (5 Wo.)CH | Erstveröffentlichung: 11. August 2023   |
| 2023 | Tirana 3 Fastlife, Warner Music        | DE67 (1 Wo.)DE | — | CH14 (6 Wo.)CH | Erstveröffentlichung: 8. Dezember 2023  |
| 2024 | Family & Money Fastlife, Warner Music  | DE54 (1 Wo.)DE | — | CH13 (3 Wo.)CH | Erstveröffentlichung: 30. August 2024   |
| 2024 | Für alle Blocks Fastlife, Warner Music | DE60 (1 Wo.)DE | — | CH17 (3 Wo.)CH | Erstveröffentlichung: 21. November 2024 |

## Singles

### Als Leadmusiker
| Jahr | Titel Album                               | Höchstplatzierung, Gesamtwochen, AuszeichnungChartplatzierungen (Jahr, Titel, Album, Platzierungen, Wochen, Auszeichnungen, Anmerkungen) | Höchstplatzierung, Gesamtwochen, AuszeichnungChartplatzierungen (Jahr, Titel, Album, Platzierungen, Wochen, Auszeichnungen, Anmerkungen) | Höchstplatzierung, Gesamtwochen, AuszeichnungChartplatzierungen (Jahr, Titel, Album, Platzierungen, Wochen, Auszeichnungen, Anmerkungen) | Anmerkungen                                                                      |
| Jahr | Titel Album                               | DE | AT | CH | Anmerkungen                                                                      |
| --- | ----------------------------------------- | --- | --- | --- | -------------------------------------------------------------------------------- |
| 2016 | Patte fließt Mele7                        | DE58 (4 Wo.)DE | — | CH85 (1 Wo.)CH | Erstveröffentlichung: 23. Dezember 2016                                          |
| 2017 | Zigarren Havanna Casia (Deluxe)           | DE77 (5 Wo.)DE | — | CH68 (1 Wo.)CH | Erstveröffentlichung: 13. Oktober 2017                                           |
| 2017 | Gjynah Fast Life                          | DE8 (6 Wo.)DE | AT20 (1 Wo.)AT | CH8 (2 Wo.)CH | Erstveröffentlichung: 8. Dezember 2017                                           |
| 2017 | Qa bone Fast Life                         | DE12 Platin · (20 Wo.)DE | AT17 Gold · (18 Wo.)AT | CH30 Gold · (13 Wo.)CH | Erstveröffentlichung: 22. Dezember 2017 Verkäufe: + 425.000; feat. RAF Camora    |
| 2018 | 9 Milly Fast Life                         | DE13 (8 Wo.)DE | AT22 (3 Wo.)AT | CH17 (2 Wo.)CH | Erstveröffentlichung: 12. Januar 2018                                            |
| 2018 | Ketten Cartier Fast Life                  | DE27 (3 Wo.)DE | AT44 (1 Wo.)AT | CH28 (2 Wo.)CH | Erstveröffentlichung: 9. Februar 2018                                            |
| 2018 | Kriminell Fast Life                       | DE5 (8 Wo.)DE | AT11 (5 Wo.)AT | CH13 (5 Wo.)CH | Erstveröffentlichung: 16. März 2018 feat. Zuna & Noizy                           |
| 2018 | Nike Pullover –                           | DE18 (8 Wo.)DE | AT27 (6 Wo.)AT | CH30 (6 Wo.)CH | Erstveröffentlichung: 8. August 2018                                             |
| 2018 | Skam Koh Super Plus                       | DE5 (7 Wo.)DE | AT10 (3 Wo.)AT | CH4 (5 Wo.)CH | Erstveröffentlichung: 23. November 2018 mit Zuna                                 |
| 2018 | Lelele Super Plus                         | DE6 Gold · (13 Wo.)DE | AT11 (9 Wo.)AT | CH5 (9 Wo.)CH | Erstveröffentlichung: 21. Dezember 2018 Verkäufe: + 200.000; mit Zuna            |
| 2019 | Crack, Koks, Piece Unternehmen Super Plus | DE13 (5 Wo.)DE | AT21 (2 Wo.)AT | CH32 (3 Wo.)CH | Erstveröffentlichung: 4. Januar 2019 feat. Nash                                  |
| 2019 | Wenn die Sonne untergeht Super Plus       | DE7 (9 Wo.)DE | AT8 (5 Wo.)AT | CH9 (5 Wo.)CH | Erstveröffentlichung: 18. Januar 2019 mit Zuna                                   |
| 2019 | Hallo Hallo Super Plus                    | DE3 (9 Wo.)DE | AT7 (5 Wo.)AT | CH7 (4 Wo.)CH | Erstveröffentlichung: 8. Februar 2019 mit Zuna                                   |
| 2019 | Fragen Super Plus                         | DE4 Gold · (9 Wo.)DE | AT9 (6 Wo.)AT | CH10 (4 Wo.)CH | Erstveröffentlichung: 22. Februar 2019 Verkäufe: + 200.000; mit Zuna             |
| 2019 | Money Money –                             | DE16 (3 Wo.)DE | AT20 (2 Wo.)AT | CH15 (3 Wo.)CH | Erstveröffentlichung: 26. Juli 2019                                              |
| 2020 | Lass los –                                | DE10 (5 Wo.)DE | AT10 (3 Wo.)AT | CH4 (4 Wo.)CH | Erstveröffentlichung: 28. Februar 2020 mit Dhurata Dora                          |
| 2020 | Sin City Fast Life 2                      | DE14 (2 Wo.)DE | AT25 (1 Wo.)AT | CH19 (2 Wo.)CH | Erstveröffentlichung: 10. Juli 2020 mit Albi                                     |
| 2020 | Fajet –                                   | DE32 (2 Wo.)DE | AT37 (1 Wo.)AT | CH8 (5 Wo.)CH | Erstveröffentlichung: 17. Juli 2020 mit Dhurata Dora                             |
| 2020 | Zwei Fast Life 2                          | DE14 (2 Wo.)DE | AT20 (2 Wo.)AT | CH15 (3 Wo.)CH | Erstveröffentlichung: 24. Juli 2020 mit Albi                                     |
| 2020 | Xhep Fast Life 2                          | DE30 (2 Wo.)DE | AT36 (1 Wo.)AT | CH25 (2 Wo.)CH | Erstveröffentlichung: 7. August 2020 mit Albi                                    |
| 2020 | D&G Fast Life 2                           | DE58 (1 Wo.)DE | AT75 (1 Wo.)AT | CH58 (1 Wo.)CH | Erstveröffentlichung: 28. August 2020 mit Albi                                   |
| 2020 | Zehnte Etage Fast Life 2                  | DE18 (3 Wo.)DE | AT41 (1 Wo.)AT | CH40 (2 Wo.)CH | Erstveröffentlichung: 11. September 2020 mit Albi                                |
| 2020 | B.L.F.L. –                                | DE4 (4 Wo.)DE | AT6 (3 Wo.)AT | CH5 (3 Wo.)CH | Erstveröffentlichung: 30. Oktober 2020 mit Capital Bra                           |
| 2021 | Fluch Neue Welt                           | DE20 (3 Wo.)DE | AT36 (1 Wo.)AT | CH28 (2 Wo.)CH | Erstveröffentlichung: 12. März 2021                                              |
| 2021 | Nicht da Neue Welt                        | DE55 (1 Wo.)DE | AT72 (1 Wo.)AT | CH77 (1 Wo.)CH | Erstveröffentlichung: 2. April 2021                                              |
| 2021 | Aventador Neue Welt                       | DE26 (2 Wo.)DE | AT45 (1 Wo.)AT | CH36 (1 Wo.)CH | Erstveröffentlichung: 23. April 2021 feat. LaRose                                |
| 2021 | Une jam Neue Welt                         | DE32 (1 Wo.)DE | AT47 (1 Wo.)AT | CH22 (2 Wo.)CH | Erstveröffentlichung: 14. Mai 2021                                               |
| 2021 | Ti harro Neue Welt                        | DE64 (1 Wo.)DE | — | CH32 (2 Wo.)CH | Erstveröffentlichung: 4. Juni 2021 feat. Tayna                                   |
| 2022 | Habibi –                                  | DE66 (1 Wo.)DE | — | CH70 (1 Wo.)CH | Erstveröffentlichung: 18. März 2022 mit Albi                                     |
| 2022 | Gotat –                                   | DE51 (1 Wo.)DE | — | CH30 (1 Wo.)CH | Erstveröffentlichung: 20. Mai 2022                                               |
| 2022 | KMN Ultra Plus                            | DE14 (2 Wo.)DE | AT27 (1 Wo.)AT | CH7 (2 Wo.)CH | Erstveröffentlichung: 24. Juni 2022 mit Zuna                                     |
| 2022 | Tequila –                                 | DE— aDE | — | CH27 (2 Wo.)CH | Erstveröffentlichung: 1. Juli 2022 mit Tayna                                     |
| 2022 | Karussell Ultra Plus                      | DE20 (3 Wo.)DE | AT28 (1 Wo.)AT | CH23 (1 Wo.)CH | Erstveröffentlichung: 15. Juli 2022 mit Zuna                                     |
| 2022 | OEO Ultra Plus                            | DE59 (3 Wo.)DE | AT59 (2 Wo.)AT | CH30 (6 Wo.)CH | Erstveröffentlichung: 5. August 2022 mit Zuna feat. Dhurata Dora                 |
| 2022 | Bora Ultra Plus                           | DE78 (1 Wo.)DE | — | CH71 (1 Wo.)CH | Erstveröffentlichung: 5. August 2022 mit Zuna                                    |
| 2022 | SL Ultra Plus                             | DE58 (1 Wo.)DE | — | CH49 (1 Wo.)CH | Erstveröffentlichung: 26. August 2022 mit Zuna                                   |
| 2022 | Bleib am Ball –                           | DE71 (1 Wo.)DE | — | CH70 (1 Wo.)CH | Erstveröffentlichung: 14. Oktober 2022 mit Zuna                                  |
| 2023 | 25 Mann –                                 | DE35 (3 Wo.)DE | AT68 (1 Wo.)AT | CH25 (3 Wo.)CH | Erstveröffentlichung: 24. Februar 2023                                           |
| 2023 | Gang –                                    | DE17 (4 Wo.)DE | AT27 (2 Wo.)AT | CH7 (4 Wo.)CH | Erstveröffentlichung: 23. Juni 2023 feat. Dardan                                 |
| 2023 | Bona –                                    | DE40 (1 Wo.)DE | — | CH11 (2 Wo.)CH | Erstveröffentlichung: 14. Juli 2023 mit DJ Gimi-O                                |
| 2023 | Modell S –                                | DE— bDE | — | — | Erstveröffentlichung: 10. August 2023 feat. Albi                                 |
| 2023 | Katile… Tirana 3                          | DE53 (1 Wo.)DE | AT70 (1 Wo.)AT | CH14 (2 Wo.)CH | Erstveröffentlichung: 3. November 2023                                           |
| 2023 | Handy brennt… Tirana 3                    | DE28 (1 Wo.)DE | AT71 (1 Wo.)AT | CH14 (2 Wo.)CH | Erstveröffentlichung: 17. November 2023                                          |
| 2024 | Mhm… –                                    | DE44 (2 Wo.)DE | — | CH31 (2 Wo.)CH | Erstveröffentlichung: 8. März 2024                                               |
| 2024 | Eurosport                                 | DE9 (6 Wo.)DE | AT12 (5 Wo.)AT | CH7 (6 Wo.)CH | Erstveröffentlichung: 12. April 2024 mit Dardan                                  |
| 2024 | Pa mu Eurosport                           | DE13 (13 Wo.)DE | AT18 (10 Wo.)AT | CH6 (8 Wo.)CH | Erstveröffentlichung: 3. Mai 2024 mit Dardan                                     |
| 2024 | Bebe Eurosport                            | DE23 (3 Wo.)DE | AT40 (2 Wo.)AT | CH18 (3 Wo.)CH | Erstveröffentlichung: 24. Mai 2024 mit Dardan                                    |
| 2024 | Ekipa Eurosport                           | DE52 (1 Wo.)DE | AT68 (1 Wo.)AT | CH46 (1 Wo.)CH | Erstveröffentlichung: 14. Juni 2024 mit Dardan                                   |
| 2024 | Barbie & Ken Family & Money               | DE54 (1 Wo.)DE | — | CH72 (1 Wo.)CH | Erstveröffentlichung: 19. Juli 2024                                              |
| 2024 | Arielle Family & Money                    | DE— cDE | — | — | Erstveröffentlichung: mit Albi                                                   |
| 2024 | Für alle Blocks                           | DE86 (1 Wo.)DE | — | CH48 (1 Wo.)CH | Erstveröffentlichung: 18. Oktober 2024                                           |
| 2024 | Tagebuch Für alle Blocks                  | DE64 (1 Wo.)DE | — | CH41 (1 Wo.)CH | Erstveröffentlichung: 8. November 2024                                           |
| 2025 | Model –                                   | — | — | CH96 (1 Wo.)CH | Erstveröffentlichung: 7. Februar 2025                                            |
| 2025 | Buscape –                                 | DE13 (… Wo.)DE | AT29 (4 Wo.)AT | CH15 (3 Wo.)CH | Erstveröffentlichung: 8. Mai 2025 feat. Bobby Vandamme                           |
| 2025 | We Back –                                 | DE50 (1 Wo.)DE | AT48 (1 Wo.)AT | CH15 (2 Wo.)CH | Erstveröffentlichung: 29. Mai 2025 feat. Noizy                                   |
| 2025 | Summer Baby –                             | DE18 (2 Wo.)DE | AT51 (1 Wo.)AT | CH27 (1 Wo.)CH | Erstveröffentlichung: 26. Juni 2025 feat. The Underdog Project                   |
| Folgende Lieder erschienen nicht als Single, wurden aber durch das Album zum Download und Streaming bereitgestellt und konnten somit eine Platzierung erlangen: |                                           | | | |                                                                                  |
| |                                           | | | |                                                                                  |
| 2016 | Fast Life Fast Life (EP)                  | DE— GoldDE | — | — | Erstveröffentlichung: 3. Juni 2016 Verkäufe: + 200.000                           |
| 2018 | Überlebt Fast Life                        | DE28 (10 Wo.)DE | AT30 (6 Wo.)AT | CH15 Gold · (8 Wo.)CH | Charteinstieg: 6. April 2018 Verkäufe: + 10.000                                  |
| 2018 | Villa in weiss Fast Life                  | DE47 (2 Wo.)DE | AT58 (1 Wo.)AT | — | Charteinstieg: 6. April 2018                                                     |
| 2018 | Mama Fast Life                            | DE70 (1 Wo.)DE | — | CH55 (1 Wo.)CH | Charteinstieg: 6. April 2018                                                     |
| 2018 | Rein raus Fast Life                       | DE86 (1 Wo.)DE | — | — | Charteinstieg: 6. April 2018 feat. Miami Yacine                                  |
| 2018 | Fast Life                                 | DE89 (1 Wo.)DE | — | — | Charteinstieg: 6. April                                                          |
| 2018 | Wer will mitfahren Fast Life              | DE98 (1 Wo.)DE | — | — | Charteinstieg: 6. April 2018 feat. Zuna                                          |
| 2019 | Kamehameha Super Plus                     | DE5 (4 Wo.)DE | AT9 (3 Wo.)AT | CH10 (3 Wo.)CH | Charteinstieg: 15. März 2019 mit Zuna                                            |
| 2019 | Pam Pam Super Plus                        | DE18 (2 Wo.)DE | AT20 (1 Wo.)AT | CH23 (1 Wo.)CH | Charteinstieg: 15. März 2019 mit Zuna                                            |
| 2019 | Pare Super Plus                           | DE31 (1 Wo.)DE | — | CH14 (2 Wo.)CH | Charteinstieg: 15. März 2019 mit Zuna                                            |
| 2019 | Nese Don Super Plus                       | DE45 (1 Wo.)DE | — | — | Charteinstieg: 15. März 2019 mit Zuna feat. RAF Camora                           |
| 2019 | Ist es wahr Super Plus                    | DE52 (2 Wo.)DE | — | — | Charteinstieg: 15. März 2019 mit Zuna                                            |
| 2019 | Geld verdammt Super Plus                  | DE65 (1 Wo.)DE | — | — | Charteinstieg: 15. März 2019 mit Zuna feat. Miami Yacine                         |
| 2019 | Zieh Super Plus                           | DE69 (1 Wo.)DE | — | — | Charteinstieg: 15. März 2019 mit Zuna                                            |
| 2019 | Ghetto Super Plus                         | DE73 (1 Wo.)DE | — | — | Charteinstieg: 15. März 2019 mit Zuna                                            |
| 2019 | Seele Mango EP                            | DE11 (8 Wo.)DE | AT13 (3 Wo.)AT | CH12 (5 Wo.)CH | Charteinstieg: 10. November 2019                                                 |
| 2019 | Haze im Paper Mango EP                    | — | — | CH64 (1 Wo.)CH | Charteinstieg: 17. November 2019                                                 |
| 2019 | Lolo Mango EP                             | — | — | CH90 (1 Wo.)CH | Charteinstieg: 17. November 2019 mit Tokyo                                       |
| 2020 | Fast Life 2                               | DE24 (5 Wo.)DE | AT17 (3 Wo.)AT | CH13 (3 Wo.)CH | Charteinstieg: 27. September 2020 mit Albi                                       |
| 2020 | Inshallah Fast Life 2                     | — | — | CH80 (1 Wo.)CH | Charteinstieg: 27. September 2020 mit Albi                                       |
| 2021 | Freigang Neue Welt                        | DE58 (1 Wo.)DE | — | CH76 (1 Wo.)CH | Videoauskopplung: 11. Juni 2021 Charteinstieg: 18. Juni 2021                     |
| 2022 | Ohh oh Ultra Plus                         | DE34 (1 Wo.)DE | — | CH57 (1 Wo.)CH | Videoauskopplung: 16. September 2022 Charteinstieg: 23. September 2022; mit Zuna |
| 2023 | TP Tirana                                 | DE98 (1 Wo.)DE | — | CH95 (1 Wo.)CH | Charteinstieg: 17. März 2023                                                     |
| 2023 | Copa Copa Tirana 2                        | DE— dDE | — | CH82 (1 Wo.)CH | Charteinstieg: 1. September 2023                                                 |
| 2023 | Du liebst ein G… Tirana 3                 | DE— eDE | — | CH47 (1 Wo.)CH | Charteinstieg: 15. Dezember 2023                                                 |
| 2024 | Dale Eurosport                            | DE69 (1 Wo.)DE | — | CH67 (1 Wo.)CH | Charteinstieg: 5. Juli 2024 mit Dardan                                           |
| 2024 | Eurosport                                 | DE— fDE | — | — | Charteinstieg: 5. Juli 2024 mit Dardan                                           |
| 2024 | Family Family & Money                     | DE— gDE | — | CH99 (1 Wo.)CH | Charteinstieg: 6. September 2024                                                 |

### Als Gastmusiker
| Jahr | Titel Album              | Höchstplatzierung, Gesamtwochen, AuszeichnungChartplatzierungen (Jahr, Titel, Album, Platzierungen, Wochen, Auszeichnungen, Anmerkungen) | Höchstplatzierung, Gesamtwochen, AuszeichnungChartplatzierungen (Jahr, Titel, Album, Platzierungen, Wochen, Auszeichnungen, Anmerkungen) | Höchstplatzierung, Gesamtwochen, AuszeichnungChartplatzierungen (Jahr, Titel, Album, Platzierungen, Wochen, Auszeichnungen, Anmerkungen) | Anmerkungen                                                                          |
| Jahr | Titel Album              | DE | AT | CH | Anmerkungen                                                                          |
| ---- | ------------------------ | --- | --- | --- | ------------------------------------------------------------------------------------ |
| 2016 | Kartell -                | DE— GoldDE | — | — | Erstveröffentlichung: 30. September 2016 Verkäufe: + 200.000; Zuna feat. Azet & Nash |
| 2017 | Nummer 1 Mele7           | DE7 Platin · (24 Wo.)DE | AT42 Gold · (9 Wo.)AT | CH25 Gold · (8 Wo.)CH | Erstveröffentlichung: 16. März 2017 Verkäufe: + 425.000; Zuna feat. Azet & Noizy     |
| 2017 | Czech Republic Mele7     | DE78 (1 Wo.)DE | — | — | Erstveröffentlichung: 13. April 2017 Zuna feat. Azet                                 |
| 2017 | Weil ich muss Casia      | DE79 (1 Wo.)DE | — | CH54 (1 Wo.)CH | Erstveröffentlichung: 13. Oktober 2017 Miami Yacine feat. Azet                       |
| 2018 | Balla Alles oder nix II  | DE22 (3 Wo.)DE | AT49 (1 Wo.)AT | CH27 (1 Wo.)CH | Erstveröffentlichung: 22. Juni 2018 Xatar feat. Azet                                 |
| 2018 | KMN Member –             | DE11 (7 Wo.)DE | AT10 (4 Wo.)AT | CH9 (4 Wo.)CH | Erstveröffentlichung: 29. Juni 2018 KMN Gang feat. Azet, Miami Yacine, Nash & Zuna   |
| 2019 | Leben schnell AP1        | DE58 (2 Wo.)DE | — | CH92 (1 Wo.)CH | Erstveröffentlichung: 16. August 2019 Nash feat. Azet                                |
| 2019 | Hayabusa Welcome 2 Miami | DE17 (3 Wo.)DE | AT19 (1 Wo.)AT | CH18 (2 Wo.)CH | Erstveröffentlichung: 29. November 2019 Miami Yacine feat. Azet                      |
| 2020 | Remontada –              | — | — | CH95 (1 Wo.)CH | Erstveröffentlichung: 20. März 2020 Sofiane feat. Azet                               |
| 2020 | Kristall                 | DE63 (1 Wo.)DE | — | CH99 (1 Wo.)CH | Erstveröffentlichung: 4. Dezember 2020 Nash feat. Azet                               |
| 2021 | 50km/h –                 | DE41 (1 Wo.)DE | AT75 (1 Wo.)AT | CH47 (1 Wo.)CH | Erstveröffentlichung: 10. September 2021 Jugglerz feat. Azet                         |
| 2023 | Droptop –                | DE— hDE | — | — | Erstveröffentlichung: 29. Juni 2023 Bozza feat. Azet                                 |
| 2023 | Malli Dardania           | DE7 (7 Wo.)DE | AT16 (1 Wo.)AT | CH1 (9 Wo.)CH | Erstveröffentlichung: 7. Juli 2023 Dardan feat. Azet                                 |
| 2023 | Zu weit Strada EP 1      | DE— iDE | — | — | Erstveröffentlichung: 20. Juli 2023 Albi feat. Azet                                  |
| 2023 | No Name –                | DE— jDE | — | — | Erstveröffentlichung: 21. September 2023 Paix feat. Azet & Lolo79                    |

## Statistik

### Chartauswertung
|                     | DE     | AT    | CH     |
| ------------------- | ------ | ----- | ------ |
| Nummer-eins-Alben   | DE4DE  | AT2AT | CH2CH  |
| Top-10-Alben        | DE6DE  | AT5AT | CH6CH  |
| Alben in den Charts | DE10DE | AT8AT | CH13CH |

|                       | DE     | AT     | CH     |
| --------------------- | ------ | ------ | ------ |
| Nummer-eins-Singles   | DE—DE  | AT—AT  | CH1CH  |
| Top-10-Singles        | DE13DE | AT8AT  | CH16CH |
| Singles in den Charts | DE80DE | AT51AT | CH81CH |

### Auszeichnungen für Musikverkäufe
Anmerkung: Auszeichnungen in Ländern aus den Charttabellen bzw. Chartboxen sind in ebendiesen zu finden.
| Land/RegionAuszeichnungen für Musikverkäufe (Land/Region, Auszeichnungen, Verkäufe, Quellen) | Gold     | Platin     | Verkäufe  | Quellen           |
| -------------------------------------------------------------------------------------------- | -------- | ---------- | --------- | ----------------- |
| Deutschland (BVMI)                                                                           | 4× Gold4 | 2× Platin2 | 1.600.000 | musikindustrie.de |
| Österreich (IFPI)                                                                            | 2× Gold2 | —          | 30.000    | ifpi.at           |
| Schweiz (IFPI)                                                                               | 3× Gold3 | —          | 30.000    | hitparade.ch      |
| Insgesamt                                                                                    | 9× Gold9 | 2× Platin2 |           |                   |